# Helena (Alabama)
Helena ist eine 1877 gegründete Stadt im Shelby County und teilweise im Jefferson County des US-Bundesstaates Alabama. Das U.S. Census Bureau hat bei der Volkszählung 2020 eine Einwohnerzahl von 20.914 auf einer Fläche von 44,3 km² ermittelt.

## Geographie

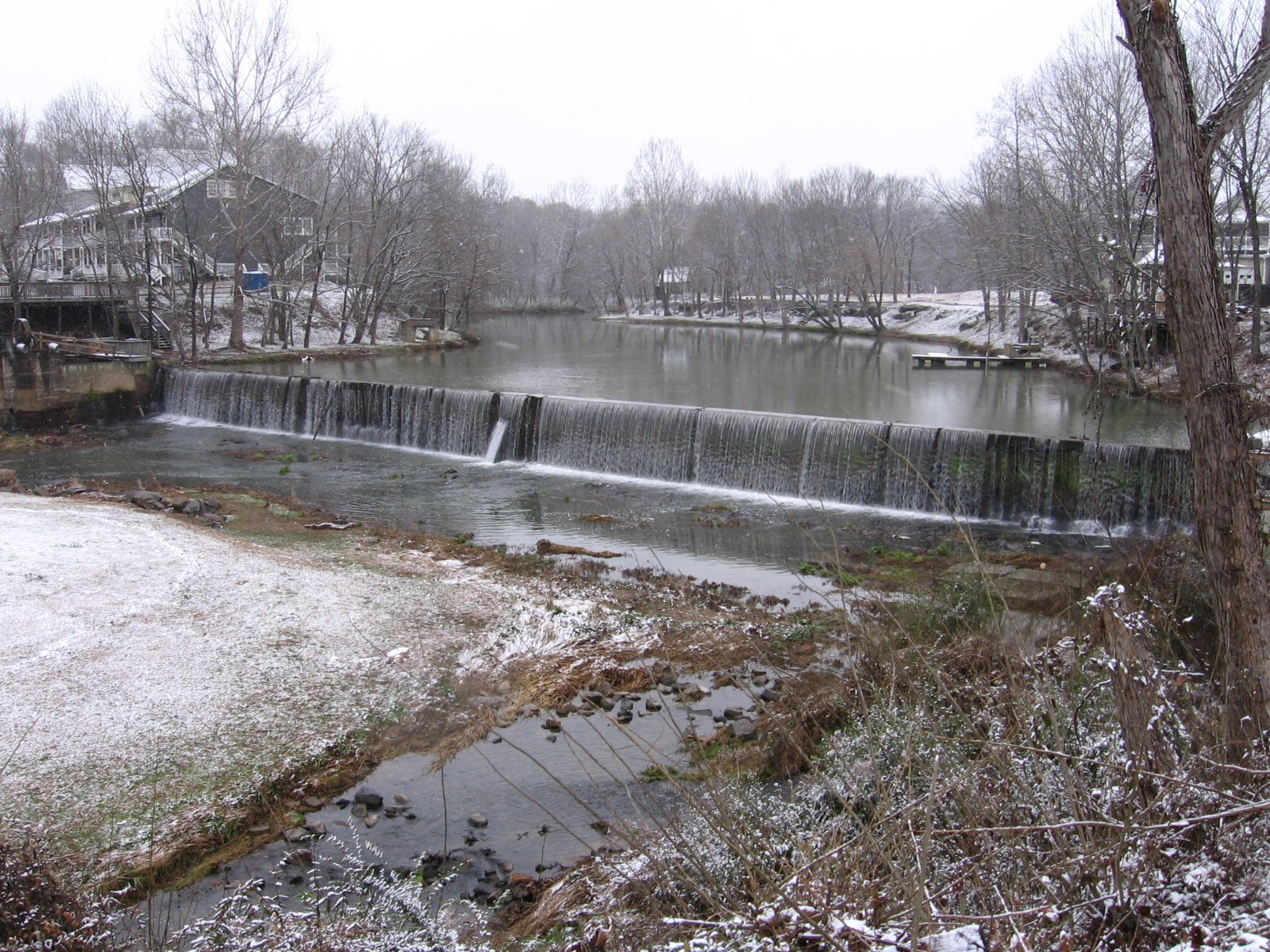
Buck Creek am 19. Januar 2008, einem der seltenen Tage mit Schneefall in Helena.

Nach den Angaben des U.S. Census Bureaus hat die City eine Gesamtfläche von 44,3 km², wovon 44,2 km² auf Land und 0,1 km² (= 0,12 %) auf Gewässer entfallen. Der Cahaba River und sein Nebenfluss Buck Creek fließen durch die Stadt. Der Buck Creek ist oberhalb der Alabama State Route 261 aufgestaut und bildet so in der Altstadt Lake Davidson, der zur Jahrhundertwende zum 20. Jahrhundert zum Antrieb eines Mühlrades diente, heute aber nur Erholungszwecke erfüllt. An beiden Wasserläufen ist der Fischfang und das kanufahren ein beliebter Zeitvertreib.
Helena liegt am Fuße der südlichsten Ausläufer der Appalachen, wo diese zur Küstenebene am Golf von Mexiko absteigen. Das Gebiet besteht aus einer welligen Hügellandschaft mit zahlreichen kleinen Wasserläufen und ist von Mischwald bewachsen.

## Demographie
Zum Zeitpunkt des United States Census 2000 bewohnten Helena 10.296 Personen. Die Bevölkerungsdichte betrug 232,9 Personen pro km². Es gab 3983 Wohneinheiten, durchschnittlich 90,1 pro km². Die Bevölkerung Hoquiams bestand zu 93,25 % aus Weißen, 5,00 % Schwarzen oder African American, 0,20 % Native American, 0,65 % Asian, 0,02 % Pacific Islander, 0,35 % gaben an, anderen Rassen anzugehören und 0,52 % nannten zwei oder mehr Rassen. 1,00 % der Bevölkerung erklärten, Hispanos oder Latinos jeglicher Rasse zu sein.
Die Bewohner Helenas verteilten sich auf 3828 Haushalte, von denen in 43,4 % Kinder unter 18 Jahren lebten. 70,2 % der Haushalte stellten Verheiratete, 7,4 % hatten einen weiblichen Haushaltsvorstand ohne Ehemann und 20,5 % bildeten keine Familien. 17,7 % der Haushalte bestanden aus Einzelpersonen und in 3,0 % aller Haushalte lebte jemand im Alter von 65 Jahren oder mehr alleine. Die durchschnittliche Haushaltsgröße betrug 2,69 und die durchschnittliche Familiengröße 3,06 Personen.
Die Stadtbevölkerung verteilte sich auf 28,7 % Minderjährige, 6,0 % 18–24-Jährige, 42,7 % 25–44-Jährige, 17,5 % 45–64-Jährige und 5,1 % im Alter von 65 Jahren oder mehr. Das Durchschnittsalter betrug 31 Jahre. Auf jeweils 100 Frauen entfielen 90,9 Männer. Bei den über 18-Jährigen entfielen auf 100 Frauen 88,6 Männer.
Das mittlere Haushaltseinkommen in Helena betrug 62.908 US-Dollar und das mittlere Familieneinkommen erreichte die Höhe von 66.250 US-Dollar. Das Durchschnittseinkommen der Männer betrug 45.291 US-Dollar, gegenüber 32.431 US-Dollar bei den Frauen. Das Pro-Kopf-Einkommen in Helena war 26.323 US-Dollar. 2,2 % der Bevölkerung und 1,4 % der Familien hatten ein Einkommen unterhalb der Armutsgrenze, davon waren 4,2 % der Minderjährigen, aber keine der Altersgruppe 65 Jahre und mehr betroffen.